# النادي الإفريقي (كرة طائرة)
النادي الإفريقي للكرة الطائرة (بالفرنسية: Club africain (volley-ball))‏، هو إحدى فروع الفريق التونسي والذي يتنافس ضمن القسم الوطني الأول من البطولة التونسية للكرة الطائرة إضافة إلى تمثيل تونس في المنافسات القارية والدولية.

## سجل ألقاب النادي للكرة الطائرة
فريق الرجال :
- البطولة التونسية  (7) :

1981، 1983، 1989، 1990، 1991، 1992، 1994.
♦ الدور النهائي  (5) : 1982، 1984، 1987، 1993، 1996.
- كأس تونس  (5) :

1983، 1984، 1990، 1991، 1992.
♦ الدور النهائي  (2) : 1978، 1982.
الألقاب الخارجية
- بطولة الأندية الأفريقية  (3) : 1991، 1992، 1993.
- كأس أفريقيا للأندية  (1) : 1992.

♦ الدور النهائي  (1) : 1991.
♦ الميدالية البرونزية  (1) : 1993.
- البطولة العربية للأندية البطلة  (2) : 1992، 1994.

♦ الدور النهائي  (1) : 1995.
فريق السيدات :
- البطولة التونسية للسيدات  (13) :

1959، 1980، 1981، 1982، 1983، 1984، 1985، 1986، 1987، 1990، 1991، 1993، 1994.
- كأس تونس للسيدات  (9) :

1959، 1983، 1984، 1985، 1987، 1988، 1989، 1990، 1991.
♦ الدور النهائي  (10) : 1960، 1976، 1977، 1978، 1981، 1982، 1993، 1995، 1996، 2022.
الألقاب الخارجية
- بطولة الأندية الأفريقية للسيدات  (4) : 1986، 1987، 1988، 1989.
- كأس أفريقيا للأندية للسيدات  (1) : 1992.

## تشكيلة فريق السيدات 2020-2021
- أمنة خلفة
- أمنة عياد
- فاطمة خراط
- تسنيم سويدان
- تيسير بن سلامة
- سوار بن بلقاسم
- آية كريمي
- نسرين عبدة
- مريم بن سعيد
- يسرى زرمديني
- عايدة بن فايزة
- ألكسندرا جوسك

## اللاعبين القدامى
- منصف بلعايبة
- فيصل بن عمارة
- راشد بن كريد
- هادي بوصرصار
- رشيد بوصرصار
- عبد العزيز دربال
- زياد اللومي
- أنيس فزاع
- رياض هذيلي
- عادل كشيني
- محمد قرقني
- لطفي مدوكي

## اللاعبات القدامى
- كريمة علوي
- سامية علوي
- لطيفة بالزين
- صبيحة بن أحمد
- سامية بن عمارة
- عائشة بن فجرية
- جوة بن زعرة
- سنية بن زينب
- جليلة بوبرنة
- رجاء بوبرنة
- عزة فريضي
- فايزة هنتاتي

## وصلات خارجية
- النادي الإفريقي
- الموقع الرسمي للنادي الإفريقي.